# Avaris
Avaris (nome attuale Tell el-Dab'a, in antico egizio ḥw.t-wˁr.t / Hut-waret) è il sito, sul ramo Pelusio del Delta nilotico, ove sorgeva durante il Secondo Periodo Intermedio la capitale dei sovrani hyksos della XV dinastia.
Gli Hyksos, probabilmente di origine semitica, invasero l'Egitto  durante la XII dinastia e vi regnarono per più di un secolo dalla loro capitale di Avaris nel delta del Nilo.
Si riteneva, fino ai ritrovamenti archeologici che hanno consentito di identificare Avaris con l'odierna Tell el-Dab'a, che la città, alla caduta e cacciata degli Hyksos fosse stata completamente distrutta dagli egiziani, e che non ne fosse rimasta alcuna traccia visibile. In realtà la città sopravvisse durante la XVIII Dinastia, come testimoniano i Palazzi di cui si tratterà in seguito, ed anche successivamente quando il suo porto, Peru-Nefer divenne uno dei principali approdi del mediterraneo come porta di accesso, specie mercantile, all'Egitto.
Studi e scavi susseguitisi nel tempo, e segnatamente quelli dell'Istituto Archeologico Austriaco del Cairo, hanno ormai definitivamente appurato che l'antica Avaris si identifica nell'odierna Tell el-Dab'a così da poter tracciare una sorta di equazione che vuole Hwt-Waret = Avaris = Peru-Nefer = Pi-Ramses = Tell el-Dab'a.
Scavi archeologici effettuati nella seconda metà del XX secolo hanno messo in luce come la città hyksos fosse stata costruita su un insediamento del Medio Regno. Gli scavi hanno restituito una statua di Meritra, ultimo sovrano della XII dinastia ed una di Hetepibra della XIII dinastia.
Gli scavi hanno rivelato come la città degli hyksos fosse, già in origine, una vera e propria fortezza con mura spesse otto metri.
La vita della città perciò al contrario di quanto precedentemente ipotizzato, proseguì costantemente dopo la cacciata degli Hyksos anche durante il Nuovo Regno e sotto la dinastia ramesside (XX dinastia) con la costruzione di un tempio dedicato al dio Seth.
Caduta in seguito nel totale abbandono la città fu ricoperta dal fango delle piene del Nilo al punto che ne fu dimenticata anche la posizione esatta fino alle scoperte del 1885 d.C. ed alle identificazioni del '900 e poi degli anni 2000.

## Gli scavi archeologici
Benché i primi scavi risalgano al 1885, solo nel 1942 un archeologo egiziano lanciò l'ipotesi che il sito fosse proprio quello di Avaris.
Dal 1966, ed ancora oggi, il sito è sotto la responsabilità dell'Istituto Archeologico Austriaco del Cairo, dapprima sotto la responsabilità di Manfred Bietak fino al 2009, mentre da tale data responsabile delle campagne di scavo è Irene Forster-Muller.
Nel corso degli scavi, anni 2006-2007, sono stati rinvenute le tracce di tre Palazzi che, per le dimensioni e la struttura architettonica rilevabile, sono stati indicati come "Reali" (noti come "F", "G" e "J") e di numerose sepolture di giovani individui identificati, verosimilmente, come soldati accasermati negli accampamenti della città o del porto di Peru-Nefer.
Proprio i Palazzi "F" e "G", risalenti al periodo thutmoside, e segnatamente ai regni di Thutmosi III ed Amenhotep II, hanno restituito, a partire dagli anni '90 del secolo scorso, importantissime testimonianze di collegamenti tra Egitto ed Egeo.
Sono qui stati rinvenuti, infatti, numerosi frammenti di intonaci recanti pitture di chiaro influsso e quasi sicuramente di “mano” minoica: nel complesso, oltre i due terzi del materiale rinvenuto è riferibile al palazzo “F”, attribuibile a Thutmosi III, mentre la restante parte è riferibile al palazzo “G” assegnabile ad Amenhotep II.
I frammenti sono stati trovati in gran parte in depositi di scarto rinvenuti nell'area nord-est dell'edificio “F” dove vennero gettati dall'alto della rampa che dà accesso al palazzo stesso Un primo esame sui materiali usati come intonaco ha consentito di appurare una delle possibili cause del distacco, mentre un esame degli strati di rinvenimento dei frammenti ha consentito di datare la produzione dei detriti, e molto verosimilmente delle pitture, alla seconda metà del regno di Thutmosi III ed al regno di Amenhotep II (seconda metà del XV secolo a.C.).
Le operazioni di restauro e ricostruzione, ancora in corso, hanno consentito il recupero di circa il 10-15% dell'originario programma parietale, ma la tecnica è stata identificata come tipicamente egea, così come altrettanto tipicamente minoiche appaiono le convenzioni di colore (blu per il grigio e per il verde) ed i motivi floreali a mezze-palmette di alcuni fregi.
La ricostruzione degli affreschi, giacché come tali possono essere indicati visto che la pittura venne stesa in gran parte su intonaco a calce ancora umido, ha consentito di ricavare un lungo fregio con taurocatapsia in cui l'immagine di alcuni tori, che si sovrappongono ad un motivo a “labirinto”, caricano, o saltano, a loro volta sovrastati, come nella più famosa tauromachia di Knossos, da acrobati.
Sempre pertinenti al Palazzo "F" sono inoltre frammenti di "grifoni" alati del tutto simili a quelli della "sala del trono" del palazzo minoico di Knossos e della Xeste 3 di Thera.
Poiché, nel caso di Knossos, i due grifoni sono stati considerati come emblematici del trono della Potnia Theron, la "Signora degli Animali” , si è supposto che analoga collocazione fosse riservata all'interno del palazzo “F” e che, perciò, i due animali araldici sottolineassero la figura di una regina mentre il pavimento, di cui pure sono stati trovati frammenti, riproduceva ancora il motivo “a labirinto” sopra visto come sfondo per la tauromachia.
La presenza di un apparato così vasto, complesso e marcatamente di stampo egeo, sembra andare oltre la normale “passione” per un genere artistico o decorativo, ed ha fatto supporre che il palazzo “F” (risalente al regno di Thutmosi III), ma anche il palazzo “G”, fossero destinati ad ospitare personaggi di altissimo rango minoici (mercanti, ambasciatori o, addirittura, una regina minore di origini minoiche).
È dibattuto se gli artisti che operarono ad Avaris appartenessero ad una colonia minoica in terra d'Egitto, e si tratta dell'ipotesi attualmente più accreditata, o si trattasse di artisti itineranti. Nel caso degli affreschi del Palazzo "G", infatti, che rappresentano scene di caccia ad animali feroci a attacchi a tori da parte di leoni e leopardi, gli uomini cacciano coadiuvati dai cani (tipologia di caccia non rilevabile da affreschi in terra egea), mentre i leoni sono rappresentati nell'atto di aggredire la preda azzannandola alla gola e non, come è tipico dei dipinti minoico/egei, al ventre.
Ciò denoterebbe una profonda conoscenza, da parte degli artisti, dell'iconografia locale e delle metodologie di caccia che farebbe propendere, appunto, per artisti minoici di una colonia stanziale.
Nel giugno 2010 la missione archeologica austriaca ha condotto una indagine su vasta scala del sito con l'impiego di radar e sofisticati studi di geofisica, riuscendo a determinare l'estensione e la struttura di una città sepolta dai sedimenti millenari del fiume e del mare. Irene Forsetr-Mueller, che guida la squadra austriaca, ha spiegato che l'obiettivo è quello di "determinare le dimensioni dell'antica città". Secondo l'archeologa, lo studio ha permesso di localizzare un porto all'interno della città, oltre ad un antico affluente del Nilo che la attraversava e due isole.